# Liste der Baudenkmale in Oldenburg (Oldb) – Rebenstraße
In der Liste der Baudenkmale in Oldenburg (Oldb) – Rebenstraße stehen alle Baudenkmale der Rebenstraße in Oldenburg (Oldb).  Die Quelle der IDs und der Beschreibungen ist der Denkmalatlas Niedersachsen.
Der Stand der Liste ist das Jahr 2022.

## Allgemein
In den Spalten befinden sich folgende Informationen:
- Lage: die Adresse des Baudenkmales und die geographischen Koordinaten. Kartenansicht, um Koordinaten zu setzen. In der Kartenansicht sind Baudenkmale ohne Koordinaten mit einem roten Marker dargestellt und können in der Karte gesetzt werden. Baudenkmale ohne Bild sind mit einem blauen Marker gekennzeichnet, Baudenkmale mit Bild mit einem grünen Marker.
- Bezeichnung: Bezeichnung des Baudenkmales
- Beschreibung: die Beschreibung des Baudenkmales. Unter § 3 Abs. 2 NDSchG werden Einzeldenkmale und unter § 3 Abs. 3 NDSchG Gruppen baulicher Anlagen und deren Bestandteile ausgewiesen.
- ID: die Objekt-ID des Baudenkmales
- Bild: ein Bild des Baudenkmales, ggf. zusätzlich mit einem Link zu weiteren Fotos des Baudenkmals im Medienarchiv Wikimedia Commons. Wenn man auf das Kamerasymbol klickt, können Fotos zu Baudenkmalen aus dieser Liste hochgeladen werden:

Zurück zur Hauptliste
| Lage                                      | Bezeichnung | Beschreibung | ID       | Bild |
| ----------------------------------------- | ----------- | --- | -------- | ---- |
| Rebenstraße 9 53° 9′ 9″ N, 8° 12′ 53″ O   | Wohnhaus    | Giebelständiger eineinhalbgeschossiger Putzbau von vier Achsen mit Drempel unter Satteldach (Typus „Oldenburger Hundehütte“). Eingang auf der linken Seite. Putzgliederung: horizontale Fugen, geschossteilendes Gesims, Fensterrahmungen. Vorgarten und eiserne Einfriedung. Erbaut 1903–1904 durch Zimmermeister Heinrich Adelbert Kaß. | 37444517 | BW   |
| Rebenstraße 10 53° 9′ 9″ N, 8° 12′ 54″ O  | Wohnhaus    | Zweigeschossiger Putzbau von vier Achsen unter Walmdach. Rechts Risalit von zwei Achsen mit später vereinfachtem Giebel unter Schopfwalmdach. Auf der linken Seite zurückgesetzter Vorbau mit Eingang. Schleppgaupe. Putzgliederung: geschossteilendes Gesims, Fensterrahmungen in Jugendstilformen, horizontale Bänder auf Kämpferhöhe der Fenster, am Risalit im Obergeschoss Brüstungsreliefs. Vorgarten und eiserne Einfriedung. Erbaut 1907, Architekt: Mönning & Sohn. | 37444871 | BW   |
| Rebenstraße 11 53° 9′ 9″ N, 8° 12′ 53″ O  | Wohnhaus    | Giebelständiger eineinhalbgeschossiger Putzbau von vier Achsen mit Drempel unter Satteldach (Typus „Oldenburger Hundehütte“). Eingang auf der linken Seite. Putzgliederung: geschossteilendes Gesims, horizontale Fugen, Fensterrahmungen. Vorgarten und eiserne Einfriedung. Erbaut 1903 durch Zimmermeister Heinrich Adelbert Kaß. | 37444539 | BW   |
| Rebenstraße 12 53° 9′ 10″ N, 8° 12′ 54″ O | Wohnhaus    | Giebelständiger eineinhalbgeschossiger Putzbau von vier Achsen mit Drempel unter Satteldach (Typus „Oldenburger Hundehütte“). Eingang auf der linken Seite. Putzgliederung: horizontale Fugen, geschossteilendes Gesims, Fensterrahmungen. Vorgarten und eiserne Einfriedung. Erbaut 1896, Architekt: Mönning & Sohn. | 37444893 | BW   |
| Rebenstraße 13 53° 9′ 10″ N, 8° 12′ 53″ O | Wohnhaus    | Giebelständiger eineinhalbgeschossiger Putzbau von drei Achsen (im Giebel vier) unter Satteldach (Typus „Oldenburger Hundehütte“). Eingang auf der rechten Seite. Links eingeschossiger, wohl etwas jüngerer Anbau unter Flachdach. Putzgliederung: geschossteilendes Gesims, Fensterrahmungen. Vorgarten. Erbaut um 1900. | 37444561 | BW   |
| Rebenstraße 14 53° 9′ 10″ N, 8° 12′ 54″ O | Wohnhaus    | Giebelständiger eineinhalbgeschossiger Putzbau von vier Achsen mit Drempel unter Satteldach (Typus „Oldenburger Hundehütte“). Eingang auf der rechten Seite. Putzgliederung: horizontale Fugen, geschossteilendes Gesims, Fensterrahmungen. Vorgarten und eiserne Einfriedung. Erbaut 1896, Architekten: Mönning & Sohn. | 37444915 | BW   |
| Rebenstraße 15 53° 9′ 10″ N, 8° 12′ 53″ O | Wohnhaus    | Giebelständiger eineinhalbgeschossiger Putzbau von vier Achsen mit Drempel unter Satteldach (Typus „Oldenburger Hundehütte“). Eingang auf der rechten Seite. Putzgliederung: im Erdgeschoss horizontale Fugen, geschossteilendes Gesims, Fensterrahmungen. Vorgarten und eiserne Einfriedung. Erbaut 1895 durch Zimmermeister Eilers. | 37444583 | BW   |
| Rebenstraße 16 53° 9′ 10″ N, 8° 12′ 54″ O | Wohnhaus    | Giebelständiger eineinhalbgeschossiger Putzbau von vier Achsen mit Drempel unter Satteldach (Typus „Oldenburger Hundehütte“). Eingang auf der linken Seite. Putzgliederung: geschossteilendes Gesims, Fensterrahmungen. Vorgarten. Erbaut 1911, Architekten: Gebr. Meyer. | 37444937 | BW   |
| Rebenstraße 17 53° 9′ 11″ N, 8° 12′ 53″ O | Wohnhaus    | Giebelständiger eineinhalbgeschossiger Putzbau von vier Achsen mit Drempel unter Satteldach (Typus „Oldenburger Hundehütte“). Auf der rechten Seite zurückgesetzter Vorbau mit Eingang. Putzgliederung: horizontale Fugen, geschossteilendes Gesims, Fensterrahmungen. Vorgarten. Erbaut 1895–1896, Architekt: H. Eilers. | 37444605 | BW   |
| Rebenstraße 22 53° 9′ 12″ N, 8° 12′ 53″ O | Wohnhaus    | Giebelständiger eineinhalbgeschossiger Putzbau von drei Achsen mit Drempel unter Satteldach (Typus „Oldenburger Hundehütte“). Eingang auf der linken Seite. Putzgliederung: horizontale Fugen, geschossteilendes Gesims, Fensterrahmungen, im Giebel mittig Brüstungsfeld. Vorgarten. Erbaut wohl in den 1890er Jahren. | 37444981 | BW   |
| Rebenstraße 24 53° 9′ 12″ N, 8° 12′ 53″ O | Wohnhaus    | Giebelständiger eineinhalbgeschossiger Putzbau von vier Achsen unter Satteldach (Typus „Oldenburger Hundehütte“). Eingang auf der linken Seite. Putzgliederung: geschossteilendes Gesims, Fensterrahmungen, im Giebel Brüstungsfelder. Vorgarten und eiserne Einfriedung. Erbaut 1890–1891, Architekt: W. Wilkens. | 37445003 | BW   |
| Rebenstraße 26 53° 9′ 13″ N, 8° 12′ 53″ O | Wohnhaus    | Giebelständiger eineinhalbgeschossiger Putzbau von drei Achsen mit Drempel unter Satteldach (Typus „Oldenburger Hundehütte“). Eingang auf der linken Seite. Fenster segmentbogig. An beiden Traufseiten wohl jüngere Zwerchhäuser. Putzgliederung: horizontale Fugen, geschossteilendes Gesims, Fensterrahmungen. Vorgarten und eiserne Einfriedung. Erbaut wohl in den 1890er Jahren.                                                                                       | 37445025 | BW   |
| Rebenstraße 27 53° 9′ 13″ N, 8° 12′ 52″ O | Wohnhaus    | Giebelständiger eineinhalbgeschossiger Putzbau von vier Achsen mit Drempel unter Satteldach (Typus „Oldenburger Hundehütte“). Eingang auf der rechten Seite. Putzgliederung: geschossteilendes Gesims, Fensterrahmungen, im Giebel mittig Brüstungsfelder und Ädikulen. Vorgarten und eiserne Einfriedung. Erbaut wohl in den 1890er Jahren. | 37444650 | BW   |
| Rebenstraße 29 53° 9′ 14″ N, 8° 12′ 52″ O | Wohnhaus    | Giebelständiger eineinhalbgeschossiger Putzbau von vier Achsen mit Drempel unter Satteldach (Typus „Oldenburger Hundehütte“). Eingang auf der rechten Seite. Putzgliederung: im Erdgeschoss horizontale Fugen, geschossteilendes Gesims, Fensterrahmungen, im Giebel mittig Brüstungsfelder. Vorgarten und eiserne Einfriedung. Erbaut wohl in den 1890er Jahren. | 37444672 | BW   |
| Rebenstraße 31 53° 9′ 14″ N, 8° 12′ 52″ O | Wohnhaus    | Giebelständiger eineinhalbgeschossiger Putzbau von fünf Achsen (im Giebel vier) mit Drempel unter Satteldach (Typus „Oldenburger Hundehütte“). Eingang mittig und zurückgesetzter Vorbau auf der linken Seite mit zweitem Eingang. Putzgliederung: horizontale Fugen, geschossteilendes Gesims, Fensterrahmungen, im Giebel mittig Brüstungsfelder und Ädikulen. Erbaut 1899–1900 durch Zimmermeister W. Weitz.                                                              | 37444694 | BW   |
| Rebenstraße 34 53° 9′ 14″ N, 8° 12′ 53″ O | Wohnhaus    | Giebelständiger eineinhalbgeschossiger Putzbau von vier Achsen mit Drempel unter Satteldach (Typus „Oldenburger Hundehütte“). Eingang auf der linken Seite. Putzgliederung: geschossteilendes Gesims, Fensterrahmungen. Vorgarten und eiserne Einfriedung. Erbaut 1902 durch Maurermeister L. Freytag. | 37445113 | BW   |
| Rebenstraße 35 53° 9′ 15″ N, 8° 12′ 51″ O | Wohnhaus    | Giebelständiger eineinhalbgeschossiger Putzbau von vier Achsen mit Drempel unter Satteldach (Typus „Oldenburger Hundehütte“). Eingang auf der rechten Seite. Fenster segmentbogig. Putzgliederung: horizontale Fugen, geschossteilende Gesimse, Fensterrahmungen, im Giebel mittig Brüstungsfelder und Ädikulen. Vorgarten und eiserne Einfriedung. Erbaut 1898–1899 durch Zimmermeister J. Lübbers.                                                                         | 37444738 | BW   |
| Rebenstraße 37 53° 9′ 15″ N, 8° 12′ 51″ O | Wohnhaus    | Giebelständiger eineinhalbgeschossiger Putzbau von drei Achsen mit Drempel unter Satteldach (Typus „Oldenburger Hundehütte“). Eingang auf der rechten Seite. Auf der linken Seite wohl jüngeres Zwerchhaus. Putzgliederung: geschossteilendes Gesims, Fensterrahmungen. Vorgarten und eiserne Einfriedung. Erbaut wohl in den 1890er Jahren. | 37444760 | BW   |
| Rebenstraße 40 53° 9′ 16″ N, 8° 12′ 52″ O | Wohnhaus    | Giebelständiger eineinhalbgeschossiger Putzbau von drei Achsen (im Giebel vier) mit Drempel unter Satteldach (Typus „Oldenburger Hundehütte“). Eingang auf der linken Seite. Putzgliederung: geschossteilendes Gesims, Fensterrahmungen, im Giebel mittig Brüstungsfelder, Pilaster und Gebälk. Vorgarten. Erbaut wohl in den 1890er Jahren. | 37445157 | BW   |
| Rebenstraße 43 53° 9′ 16″ N, 8° 12′ 51″ O | Wohnhaus    | Giebelständiger eineinhalbgeschossiger Putzbau von vier Achsen mit Drempel unter Satteldach (Typus „Oldenburger Hundehütte“). Eingang auf der linken Seite. Putzgliederung: geschossteilendes Gesims, Fensterrahmungen. Vorgarten und eiserne Einfriedung. Erbaut 1899 durch Zimmermeister W. Wilkens. | 37444804 | BW   |
| Rebenstraße 47 53° 9′ 17″ N, 8° 12′ 51″ O | Wohnhaus    | Traufständiger eineinhalbgeschossiger Putzbau von sechs Achsen mit teilweise durchfenstertem Drempel unter Satteldach. Eingänge in den beiden mittleren Achsen. Putzgliederung: geschossteilendes Gesims, Fensterrahmungen, im Drempel Putzfelder mit Kreisen, im mittleren die Jahreszahl „1899“. Vorgarten und eiserne Einfriedung. Erbaut 1899. | 37444826 | BW   |
| Rebenstraße 49 53° 9′ 18″ N, 8° 12′ 51″ O | Wohnhaus    | Giebelständiger eineinhalbgeschossiger Putzbau von vier Achsen mit Drempel unter Satteldach (Typus „Oldenburger Hundehütte“). Eingang auf der rechten Seite. Putzgliederung: geschossteilendes Gesims, Fensterrahmungen, im Giebel mittig Ädikula. Vorgarten und eiserne Einfriedung. Erbaut 1897, Architekt: F. Meyer & Co. | 37444849 | BW   |